# Sindi (ort i Indien)
Sindi är en ort i Indien.   Den ligger i distriktet Wardha och delstaten Maharashtra, i den centrala delen av landet, 900 km söder om huvudstaden New Delhi. Sindi ligger 249 meter över havet och antalet invånare är 13 636.
Terrängen runt Sindi är platt, och sluttar söderut. Runt Sindi är det ganska tätbefolkat, med 108 invånare per kvadratkilometer. Det finns inga andra samhällen i närheten. Trakten runt Sindi består till största delen av jordbruksmark.